# Прогулка по эшафоту
«Прогулка по эшафоту» — российский фильм 1992 года режиссёра Исаака Фридберга.

## Сюжет
Двое влюбленных оказываются в глухой опустевшей деревне в доме на берегу озера, живописный вид которого омрачался только топором, воткнутым в плаху на деревянном помосте. На утро начинаются необъяснимые, пугающие события.

...картина «Прогулка по эшафоту» прикидывается фильмом ужасов лишь поначалу, а затем неудержимо перерастает в глобальную квазифилософскую притчу о добре и Зле, о Боге и Дьяволе, о несовершенстве творения и конце света.— Наталья Сиривля — Поиски жанра // Искусство кино, № 1, 1993. — стр. 44

## В ролях
- Дмитрий Певцов — Он
- Ольга Дроздова — Она
- Борис Плотников — Некто

В эпизодах: М. Ремизов, С. Адоев, Б. Артемьев, Д. Канторович, Е. Киселёва, Д. Корякин.